# Gelete Burka
Gelete Burka (Etiòpia, 23 de gener de 1986) és una atleta etíop, especialista en la prova de 10.000 metres, en la qual va ser subcampiona mundial el 2015.

## Carrera esportiva
Burka obtingué la medalla d'or en les proves de 1.500 metres en pista coberta del Campionat del Món celebrats el 2008 a València.
Al Mundial de Pequín 2015 va guanyar la medalla de plata en els 10.000 metres quedant en el podi després de la kenyana Vivian Cheruiyot i per davant de la nord-americana Emily Infeld.
Al 2014 es va iniciar en la carrera de marató i va quedar tercera a Houston. L'any 2018 guanyà la marató d'Ottawa i l'any següent la de París.